# Рам Сінґх
Рам Сінґх (гінді राम सिंह; 28 липня 1730— 1772) — магараджа Марвару в 1749—1751 і 1753—1772 роках.

## Життєпис
Походив з династії Ратхор. Син Абхай Сінґха, магараджи Марвару, і Джас Канвар (доньки Умайд Сінґха I (з династії Деора-Чаухан), рао Сірохі). Народився 1730 року в фортеці Мехрангарх. 1749 року після смерті батька успадкував владу. Невдовзі за підтримки Ішварі Сінґха Качваха, магараджи Джайпуру, завдав поразки могольському війську під орудою Салабат-хана в битві біля Раони.
Згодом стикнувся з повстанням стрийка Бахт Сінґха, відя кого в битві під Луніавасом 27 листопада 1750 року зазнав поразки. Продовжив чинити спротив, проте у липні 1751 року вимушен був тікати до Мевару. Перебував при дворі магарани Пратап Сінґха II до 1752 року, коли Бахт Сінґх загинув, а влада перейшла до Віджай Сінґха. 1753 року за підтримки меварських військ повалив останнього, відновившись на троні.
В подальшому зберігав союзні відносини з Меваром, а також Малхар Рао I Холкаром, маратхським правителем Малави. При цьому вміло маневрував між останнім та Махаджі Скіндією, магараджею Гваліору. Завдяки цьому забезпечив мир на кордонах, невтручання в справи Марвару. Завдяки цьому відбувається відродження господарства і ремесел, а також розвитку мистецтва, зокрема марварської школи мініатюри, архітектурі. Також приділяв увагу зміцненню фортець та поліпшеню військової справи. При цьому помітну вагу стали відігравати найманці-маратхи.
Наприкінці життя все більше приділяв уваги розкошам та розвагам. Помер у вересні 1772 року. Йому спадкував стриєчний брат Віджай Сінґх.